# Natalia Cheșco

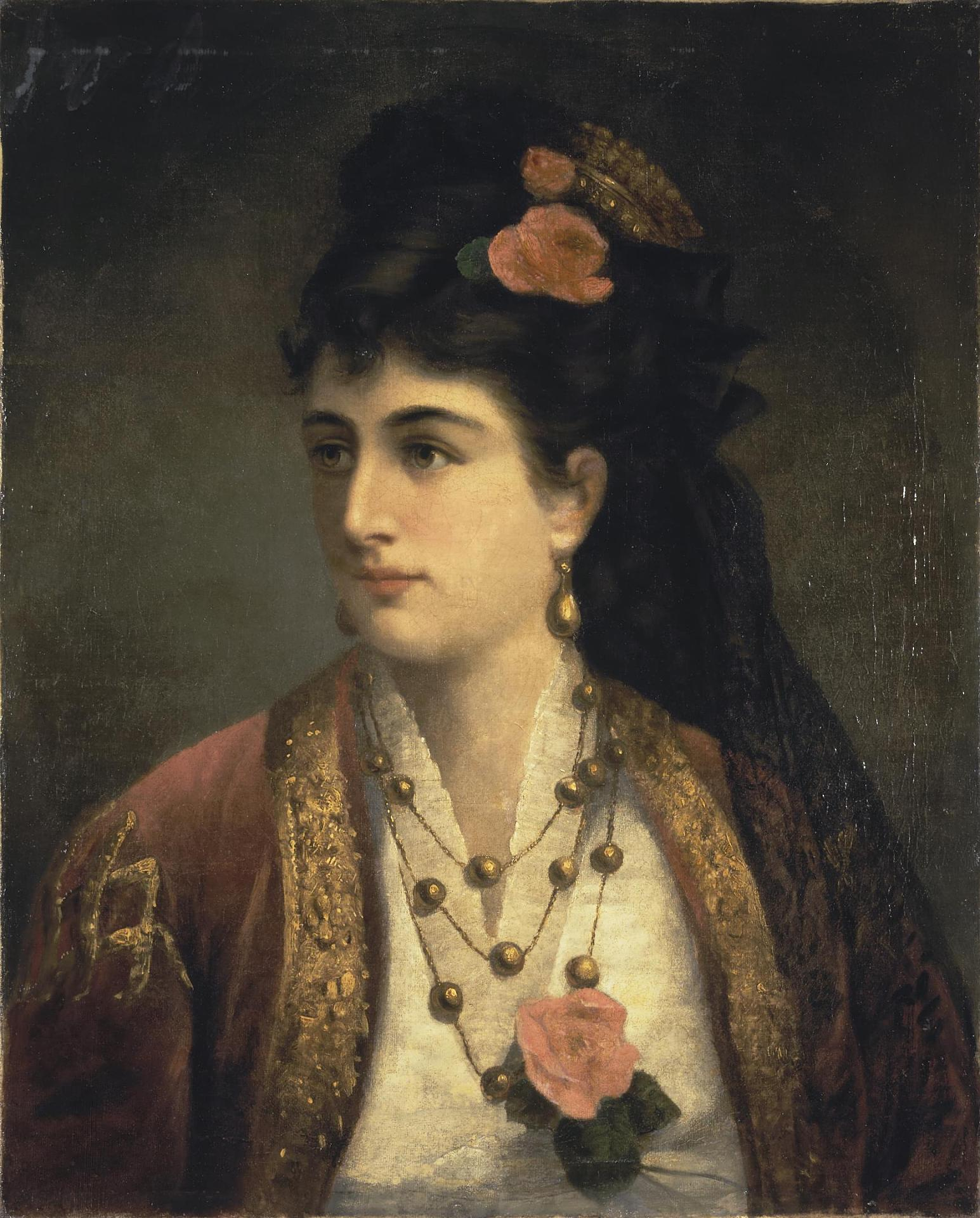
Königin Natalie von Serbien

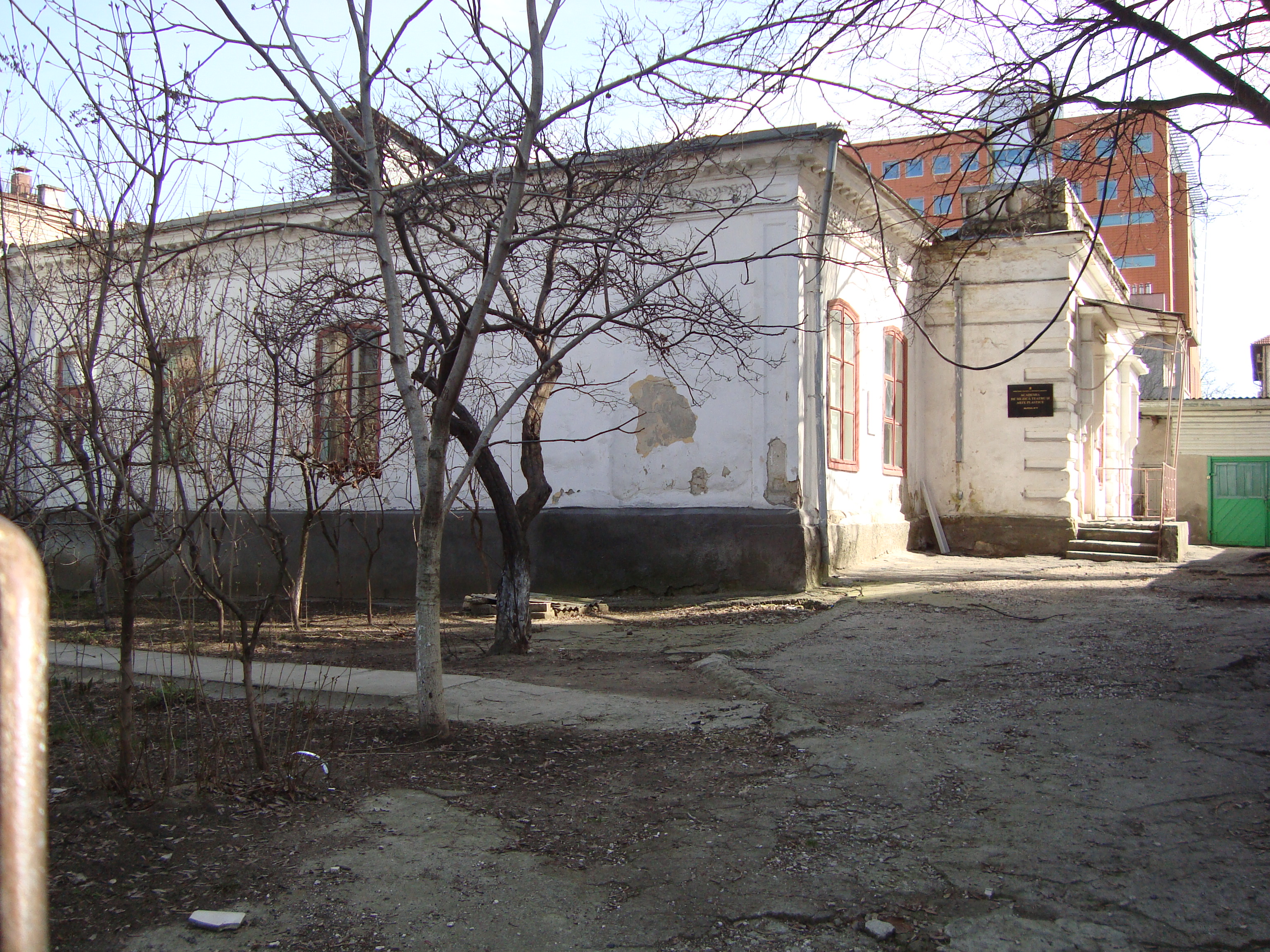
Haus in Chișinău, in dem Natalia aufwuchs

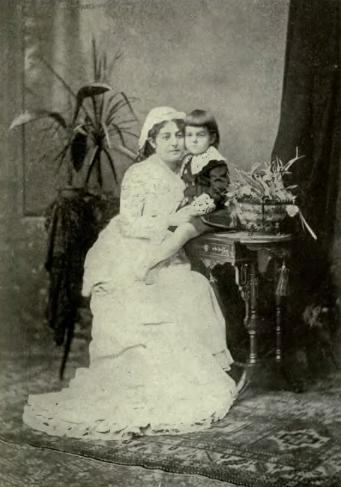
Natalia und ihr Sohn Alexander

Natalia Cheșco, auch Natalia Keșco und Natalia Keschko, verheiratete Natalija Obrenović, (serbokroatisch-kyrillisch Наталија Обреновић) (* 15. Mai 1859 in Florenz; † 8. Mai 1941 in Saint-Denis) war eine rumänische Fürstin und Königin von Serbien. Sie entstammte dem rumänischen Bojarentum.

## Leben
Sie wurde in Florenz als Tochter des aus der alten Bojarenfamilie Wassilko entstammenden Petru Cheșco, Oberst der russischen kaiserlichen Leibgarde und der Pulcheria, Enkelin des Ioan, Mitglied des Obersten Rates von Bessarabien, Oberhaupt des Adels der Bezirke Chișinău und Orhei (1850–1853), sodann derer von Soroca und Iași sowie der Pulcheria, Enkelin des Woiwoden des Fürstentums Moldau, Ioniță Sandu Sturdza, geboren.
Am 17. Oktober 1875 heiratete sie in Belgrad den serbischen Fürsten Milan IV., den späteren König (1882) Milan I. Ihr zu Ehren wurde 1878 der Natalien-Orden, als „Auszeichnung der Fürstin Natalie“ (serbisch: Orden kraljevice Natalije), als Damenorden eingerichtet und am 22. Februar 1886 in Verdienstmedaille der Königin Natalie umbenannt. Stifter war ihr Gatte. Der Orden sollte die freiwillige Pflege und Hilfe bei der Betreuung der Kriegsopfer ehren.
Zu Gunsten der Überschwemmten in Serbien (1879) hatte die Königin das Büchlein Aphorismen der Königin Natalie erscheinen lassen. In ihren Aphorismen schrieb sie zum Beispiel: „Die Reichen haben nur eine Entschuldigung: das Wohltun.“ Daneben bemerkt sie: „Bloß für sich zu besitzen ist nichts; aber auch für den Andern etwas zu etwa zu erübrigen, das ist etwas und geradezu Alles.“

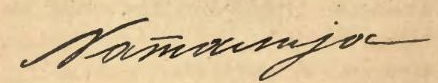
Unterschrift der Natalia von Serbien

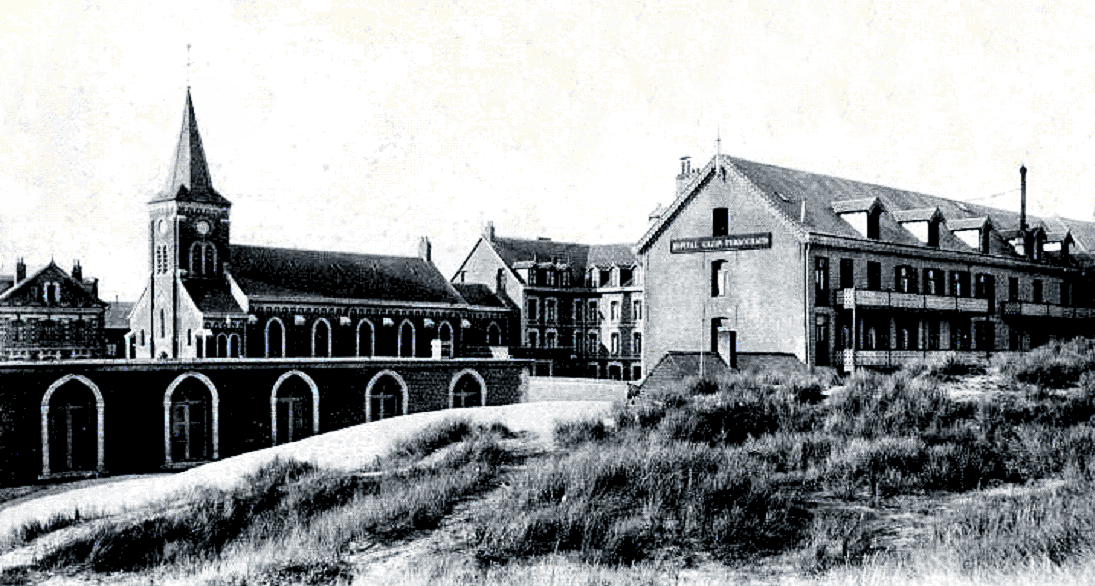
Sanatorium Cazin-Perrochaud in Berck-Plage um 1900

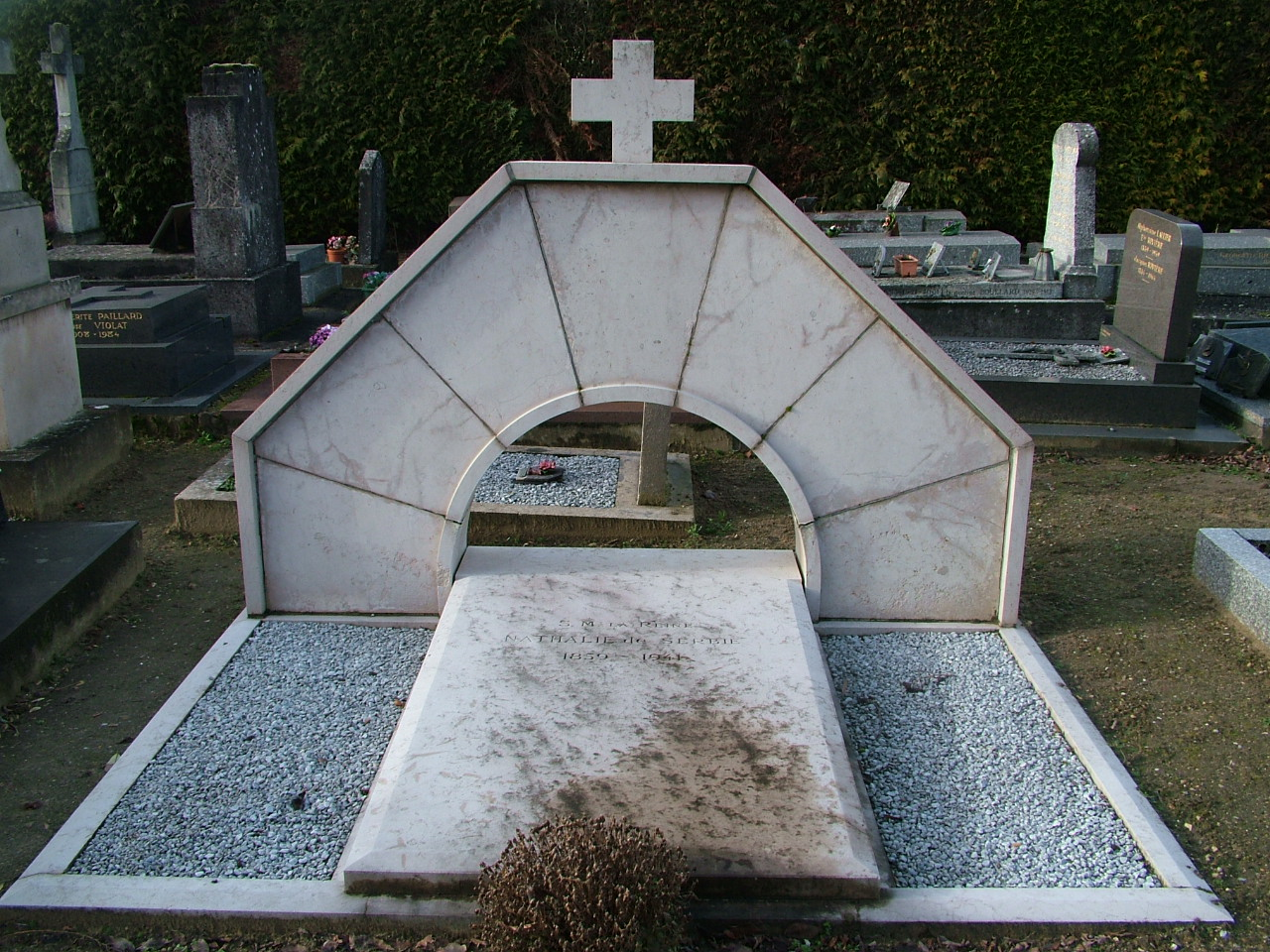
Grab von Königin Natalia in Lardy

1876 wurde der gemeinsame Sohn, der spätere König Alexander I. geboren. Politische Differenzen und zahlreiche Affären des Königs führten dazu, dass sich das Paar am 24. Oktober 1888 scheiden ließ; allerdings wurde die Scheidung im März 1893 aufgehoben. Eine sofortige politische Konsequenz dieses dynastischen Konflikts war das neue Recht auf die Thronfolge, verkündet während der Parlamentssitzungen über die neue Verfassung von Serbien, die Milan am 3. Januar 1889 sanktionierte. Sie erklärte Kronprinz Alexander und seine zukünftigen Kinder (die nie geboren wurden) zu einzigen gesetzlichen Erben der serbischen Krone. Mögliche Kinder einer zweiten Ehe von König Milan wurden von der Erbfolge ausgeschlossen, auch falls Alexander kinderlos bleiben sollte. Obwohl er sich mit dem neuen Gesetz einverstanden erklärt hatte, war dieses klare Misstrauensvotum gegenüber dem König wahrscheinlich die Hauptursache für seine Abdankung am 6. März 1889 zugunsten seines Sohnes. Ein weiterer Grund war die vernichtende Niederlage in seinem gegen Bulgarien (1885/1886) angezettelten Krieg und den damit verbundenen Aufstieg der „Radikalen“, die unter Führung von Sava Grujić die Parlamentsmehrheit errungen hatten. Natalia wurde Regentin für ihren noch minderjährigen Sohn und übte großen politischen Einfluss auf ihr Land aus. Sie missbilligte die Beziehung und spätere Heirat ihres Sohnes zu ihrer Hofdame Draga Mašin. Die Vermählung löste im Land selbst große Empörung aus, da Draga nicht nur neun Jahre älter war als ihr Mann und – ebenso wie ihre Brüder – einen üblen Leumund hatte. Insbesondere wurde sie verdächtigt, ihren ersten Mann, den böhmischen Bauingenieur Svetozar Mašín, umgebracht zu haben. Weiters wurde schon zur Zeit, als sie Hofdame geworden war, in der Belgrader Gesellschaft bekannt, dass sie sich der Prostitution hingegeben hatte. Dass sie keine adeligen Wurzeln hatte, war sekundär. Die frühere Königin Natalia wurde schließlich von ihrem Sohn des Landes verwiesen und verbannt. König Alexander und die beim Volk verhasste Königin blieben kinderlos und wurden am 11. Juni 1903 in einem Staatsstreich ermordet.
Natalie blieb die einzige Erbin der Obrenović-Dynastie. Sie schenkte ihr gesamtes ererbtes Vermögen der Universität Belgrad sowie zahlreichen Kirchen und Klöstern in Serbien.
Über ein Jahr zuvor hatte ihre Konversion zum römisch-katholischen Glauben am 12. April 1902 in der Kapelle der Heilanstalt Cazin-Perrochaud zu Berck-Plage im Département Pas-de-Calais stattgefunden, wo sie auch Nonne wurde. Sie blieb für die restlichen Jahre ihres Lebens im Exil in Paris, dann in London, wo sie am Hofe von Eduard VII. verkehrte. Letzterer, der ein Stammgast in Biarritz war, riet Natalie zum Kauf eines Waldgrundstücks von ungefähr 40 Hektar in Bidart. Auf diesem Grundstück hatte sie nach 1892 die fantastische anmutende Villa Sacchino bauen lassen, die man von den Höhen von Biarritz aus bewundern kann. Der Schriftsteller Pierre Loti war dort ein stetiger Gast ihrer Hauses.
Natalia verließ Frankreich bis zu ihrem Tod nicht mehr. Sie wurde in Lardy, einem Ort 37 km südwestlich von Paris, beigesetzt. Ihr Tagebuch überließ die gewesene Monarchin den Vatikanischen Museen, wo es lange unter Verschluss blieb. 1999 wurden ihre Memoiren in Belgrad veröffentlicht.

## Ehrungen
Nach ihr ist die Blume Nathalia-Felsenteller (Ramonda nathaliae) aus der Familie der Gesneriengewächse (Gesneriaceae) benannt.

## Werke
- Aphorismen der Königin Natalie. Belgrad 1880.
- Memoiren der Königin Natalie von Serbien. Autorisierte Übersetzung, mit Porträt der Königin. Verlag Georg E. Nagel, Berlin 1891.